# Стад дю Эно
«Стад дю Эно́» (фр. Stade du Hainaut) — современный стадион футбольного клуба «Валансьен». Стадион был построен в середине 2011 года, чтобы заменить устаревший «Нунжессер». Вместимость арены составляет 24 926 зрителей (для футбольных матчей). На арене можно проводить и концерты и развлекательные мероприятия, вместимость стадиона при этом увеличивается до 35 000 зрителей.

## История
«Стад дю Эно» был заложен 6 мая 2008 года с целью заменить в городе Валансьен устаревший «Нунжессер» 1930 года постройки. Стоимость строительства составила €75,9 млн. Все расходы взяла на себя администрация города, которой будут принадлежать права на стадион.
Сам стадион был построен в июле 2011 года, и новый сезон 2011/2012 чемпионата Франции по футболу «Валансьен» начал на новой арене. Арена содержит 2600 клубных мест и 16 ВИП-лож, здесь возведены два огромных видеоэкрана размером 46 м².
Торжественное открытие стадиона произошло вечером 26 июля 2011 года во время товарищеской встречи между клубами «Валансьен» и «Боруссия Дортмунд». Победу со счетом 1:0 одержала «Боруссия», а болельщики «Валансьена» поставили рекорд по посещаемости стадиона — 22 778 человек, который также и является максимальным для новой арены.